# Днепропетровское артиллерийское училище
Днепропетро́вское артиллери́йское учи́лище (встречались сокращения: ДАУ-Томск, ДнАУ, ДнАУ-Томск, ПЗАКУ, ПВЗРККУ и др.)
Полное наименование во время Великой Отечественной войны: Днепропетровское Краснознамённое артиллерийское радиотехническое училище (ДКАРТУ). В период дислокации в Томске буква «К» в аббревиатуре означала «конное», так как перемещение орудий в основном осуществлялось конной тягой, солдатами-кавалеристами.

## История
Днепропетровское артиллерийское училище было создано в Днепропетровске в первые дни Великой Отечественной войны, 30 июня 1941 года — в результате реорганизации Днепропетровских артиллерийских курсов усовершенствования командного состава РККА под руководством комбрига М. О. Петрова.
К этому времени вся техника АКУКС уже была отправлена во вновь формируемые части Южного фронта.
В первый день, 30 июня 1941 года, курсантами стали 2000 человек: бывшие выпускники школ с полным средним образованием, студенты днепропетровских вузов, слушатели артиллерийских курсов.
В ночь со 02 на 03 августа 1941 года поднятые по тревоге курсанты, офицеры и специалисты училища (всего 3000 человек) выступили на защиту Днепропетровска, когда танковая группа Клейста, отсекая остатки 6‑й и 12‑й армий Юго-Западного фронта, прорывалась к днепропетровским переправам. Боевое крещение курсанты приняли 20 августа 1941 года.
Спустя два с половиной месяца непрерывных боёв, при штабе 6-й армии был произведён первый выпуск курсантов, которым приказом командующего 6-й армией генерал-лейтенанта Р. Я. Малиновского было присвоено звание младшего лейтенанта.
Из истории ДнАУ (см. на сайте училища):

…Более двадцати дней личный состав училища отражал яростные атаки противника, защищая город, затем продолжительное время вёл сдерживающие бои на различных участках. «Это было суровое испытание стойкости и мужества курсантов и офицеров училища, — писал позже в своих мемуарах бывший Командующий 6-й армией Маршал Советского Союза Малиновский Р. Я., в составе которой держало оборону училище, — и они с честью и достоинством прошли его. Мы решили больше не посылать в бой эту горстку (из 3000 человек в строю осталось около 150) самоотверженных курсантов и в ближайшее время выпустить их офицерами. Они, безусловно, заслужили этого, ибо прошли необычный „полный курс“ обучения, которое не дало бы ни одно училище». 

Характерными для этого периода боев является действие группы курсантов во главе с подполковником Байлановым Г. Д. Эта группа за сутки провела шесть контратак, в ходе которых противник потерял только убитыми порядка 400 солдат и офицеров. Или приведём один эпизод действий отдельных курсантов 13-й батареи, которые раздобыли снайперские оптические приборы, приспособили их к винтовкам и за 7 часов во главе с политруком В. Забойко уничтожили 106 гитлеровцев (в том числе сам политрук — 10 фашистов, курсант Захарченко — 21, курсант Поповский — 16…).

«На училище я надеялся, — сказал Р. Я. Малиновский, — как на каменную гору. Не имея достаточно вооружения, неся большие потери, оно сумело удержать левый берег Днепра. Подвиги курсантов и командиров училища должны быть живым примером для будущих поколений». В память о подвигах личного состава нашего училища на берегу Днепра в городе Днепропетровске сооружён величественный мемориал. Родина высоко оценила ратные подвиги офицеров, курсантов, всего училища, совершенные в кровопролитных боях августа-сентября 1941 года. За проявленные доблесть и героизм орденами и медалями были награждены 88 человек.

9 сентября 1941 основная база училища, по приказу Верховного Главнокомандующего, прибыла к месту новой дислокации в Томске, где 23 февраля 1942 был произведён следующий выпуск командиров.
В Томске училище готовило кадры до 19 июня 1944 года.
Многие выпускники 6-месячных курсов училища принимали участие в Сталинградской битве.
Указом Президиума Верховного Совета СССР от 27 марта 1942 года за стойкость и мужество, проявленное в борьбе с немецко-фашистскими захватчиками, училище (одно из немногих в начальный период войны) было награждено орденом Красного Знамени.
За годы войны в училище подготовлено свыше 4 тысяч офицеров. Среди выпускников училища 13 человек удостоены звания Героя Советского Союза за годы Великой Отечественной войны. Трое из них прибыли на учёбу в училище уже будучи Героями Советского Союза.
В июле 1944 года училище возвратилось в город Днепропетровск, где до 1949 года продолжало готовить кадры офицеров-артиллеристов.
Летом 1958 года Днепропетровское артиллерийское училище было переведено в г. Полтава, размещено по адресу ул. Октябрьская, 40а в здании бывшего Петровского Полтавского учебного корпуса и стало называться Полтавское зенитное артиллерийское Краснознамённое училище (ПЗАКУ).
В 1963 году училище возглавил генерал-лейтенант Василий Сидорович Образ.
9 мая 1965 года Президиум Верховного Совета УССР наградил училище памятной медалью «20 лет со дня освобождения Советской Украины от фашистских оккупантов».
В 1968 году преобразовано в Полтавское высшее зенитно-артиллерийское училище.
23 мая 1973 года, приказом Министра обороны СССР училищу присвоено имя выдающегося советского полководца генерала армии Н. Ф. Ватутина, который в 1922 году окончил Полтавскую пехотную школу, размещавшуюся на нынешней базе училища.
Освоение новейших образцов зенитной, а затем и ракетной техники сделало в послевоенное время училище одним из наиболее сильных учебных заведений в системе ПВО Сухопутных войск СССР.
Выпускники училища проходили службу за границами СССР — во Вьетнаме, Анголе, Египте, Сирии, Ливии, Йемене. Воевали в Афганистане.
По состоянию на начало 1989 года, 10 воспитанников училища стали Героями Советского Союза, 33 были награждены орденами Ленина, 62 — орденами Красного Знамени, 183 — орденами Красной Звезды, более 2000 были награждены иными государственными наградами.
Более 12,5 тысяч высококвалифицированных офицеров освоили в ПВЗРККУ войсковые специальности, 15 из них стали генералами.
Авторитет училища был настолько велик, что даже после распада СССР, были предложения со стороны РФ и Казахстана о совместном использовании богатейшего потенциала этого учебного заведения. Согласно директиве министра обороны Украины № 133 от 25 июля 1992 года, училище подлежало расформированию. Последний выпуск в училище состоялся 18 июля 1995 года. Боевое Знамя и орден Красного Знамени были сданы в Музей Великой Отечественной войны в октябре 1995 года. Последним начальником ПВЗРККУ был полковник Бондаренко Николай Михайлович.

## Начальники училища
- Петров М.О генерал-майор (1939-1943 гг.)
- Гусаков А.А генерал-майор артиллерии,(1943-1949 гг)
- Кульчицкий В.Д генерал-лейтенант,(1949-1954 гг)
- Сакин А.В. генерал-майор,(1954-1956 гг)
- Мельников Т.В. генерал-лейтенант артиллерии,(1956-1965 гг)
- Образ В.С. генерал-лейтенант,(1965-1979 гг)
- Гусев В.Г. генерал-майор,(1979-1983 гг)
- Старун В.А. генерал-майор,(1983-1990 гг)
- Янко Ю.В генерал-майор,(1990-1993 гг)
- Бондаренко Н.М полковник,(1993-1995 гг)

## Герои Советского Союза, учившиеся в училище
- Безукладников, Владимир Николаевич, (1924—2003)
- Белоус, Владимир Никитович, (1916—1980)
- Белошапкин, Клавдий Флегонтович, (1924-2005)
- Галецкий, Александр Демьянович, (1914—1945)
- Клейбус, Фёдор Степанович, (1918-1993)
- Костюк, Андрей Васильевич, (1920-2004)
- Лебедев, Михаил Васильевич, (1921—1945)
- Лопач, Николай Павлович (1922-1987)
- Папель, Арнольд Оскарович, (1922—1983) (окончил ДАУ после подвига[уточнить])
- Позняков, Александр Александрович, (1919-2004)
- Стерин, Ефим Ильич, (1924—1944)
- Сухарев, Сергей Яковлевич, (1923—1995) (окончил ДАУ после подвига[уточнить])
- Юрьев, Михаил Макарович, (1918—1993) (окончил ДАУ после подвига[уточнить])